# Miloslav Luther
Miloslav Luther (* 14. srpna 1945 Banská Bystrica-Jakub) je slovenský filmový a televizní režisér, a scenárista. Je bratrem kameramana Igora Luthera.

## Životopis
Vystudoval režii na FAMU v Praze (1968 - 1973). Roku 1974 pracoval jako režisér Krátkého filmu, od 1975 Čs. televize v Bratislavě, od roku 1985 byl režisérem České filmové tvorby. V televizní tvorbě se od počátku systematicky věnoval především adaptacím literárních děl. V televizních inscenacích (Schody z mramoru, 1976; Mário a kouzelník 1976; Gomez, 1977; Na pokraji rozumu, 1979; Nebezpečné známosti, 1980 a i.) projevil smysl pro psychologicky dramatické vztahy a vytvoření působivé atmosféry. Ve vyhraněné týmové spolupráci pokračoval i při realizaci televizních filmů, zpravidla také adaptací literárních děl československých autorů (Ráno pod měsícem 1980; Starý včelař 1981; Triptych o lásce 1980; Lékař umírajícího času 1983 - 5 dílů, později sestříhaný - Svědek umírajícího času; Život bez konce 1982 - 5 dílů) aj.
V třídílném televizním filmu Chlapec do náruče (1986) vytvořil výstižný, alarmující a realistický obraz upadající morálky a hodnot, v současném velkoměstě. Charakteristickým rysem Lutherova režijního rukopisu je estetizující vizuální ztvárnění, subtilnost obrazové kompozice a harmonické výtvarné a emocionální propojení člověka a přírodního prostředí. V kompozici a stylu svých televizních filmů se soustředí na působivé vizuální asociace, poetický tón a důsledné uplatnění obrazového způsobu filmového vyprávění. Expresivnější ladění měly jeho filmy Král drozdí brada, 1984 a Zapomeňte na Mozarta, 1985.

## Charakteristika tvorby
Miloslav Luther měl za sebou celou řadu televizních filmů, když debutoval v kinematografii. Poprvé tak (v osmdesátých letech) televizní režiséři obohatili slovenský hraný i dokumentární film (dříve to byli především filmoví autoři, kteří realizovali i hodnotné televizní opusy – Stanislav Barabáš, Martin Hollý, Juraj Herz, pouze v případě Ivana Balada šlo o rovnocenné působení v obou médiích). Spolu s Lutherem pozitivně vstoupil do kinematografie také i Stanislav Parnicki a Juraj Lihosit.
O výrazném Lutherově nástupu do kinematografie svědčí počet realizovaných titulů. V letech 1984 -1991 natočil sedm hraných filmů pro kina, a stal se druhým nejčastěji vyhledávaným režisérem druhé poloviny osmdesátých let. Lutherův styl v sobě spojuje několik prvků. Na jedné straně je to Čechovova zbraň (když se zjeví na scéně v prvním dějství, v posledním se z ní musí vystřelit), na druhé straně je to smysl pro jemnou, tlumenou výtvarnou stylizaci záběrů. Jeho kameramani se vyžívají v pološeru, v polostínu, nemilují příliš jasnou, dynamickou hru barev a tvarů.
Proti dramatické kompozici tady stojí statický výtvarný princip. Luther tak směřuje k filmu jako epicko-dramatickému ideálu, médiu, kde příběh nemusí vždy konfliktně gradovat, ale může poskytnout i prostor lyrice, a obrazům, nesouvisejícím bezprostředně se zápletkou. V kontextu hrané tvorby Luther navazuje na tradici Martina Hollého. U obou dominuje akce, výrazné mužské charaktery, konflikt, který se stupňuje k definitivnímu rozuzlení. Oba jsou autory zejména historických příběhů, v nejlepších dílech dosahují hlubinné psychologizace hrdinů. V Lutherově stylu herec dostává mimořádný prostor. Těžko si představit epicko-dramatický příběh bez silné a výrazné postavy, a tu bez odpovídajícího hereckého zobrazení. Podstatou jeho metody je "tvorba herecké postavy jako syntéza konkrétnosti a expresivity". Podle toho obsazuje jednotlivé postavy - Boleslava Polívku do role Perdy ve filmu Štek (1988) a Romana Luknára do role Viktora ve snímku Stezka přes Dunaj (1989).
Pro Lutherovu režijní poetiku je důležitý tradicionalismus. Ani jedno z jeho děl se nedá nazvat experimentem, více jde o naplnění jen podvědomě tušených, nejasně formulovaných kritérií různých žánrů, různých způsobů vyprávění, nikdy ne o hledání netradičních forem výpovědi. Luther inklinuje k historickým látkám, proto je důležitý jeho cit pro dobové reálie, věrnost historické atmosféře, ať už se příběh odehrává v 18. století, nebo na začátku druhé světové války. Stejně příznačné je pro režiséra stálé střídání tvorby televizní i filmové.
Lutherův profesionalismus charakterizuje i pohyb mezi různými žánry: pohádka, detektivka, komedie, kriminálka. Z hlediska autorské filozofie je společným tématem rozmanitých příběhů problém napjatého vztahu jednotlivce a společnosti, vzdor či bezmocnost člověka vůči době, která se nezřídka žene přes jeho osud, bez ohledu na osobní touhy, ambice či pocity. V podstatě je to i téma manipulace, vztahu člověka a moci, která častěji vystupuje jako antihumánní síla, než jako výraz představení nejlepších lidských hodnot. V Lutherově kinematografické produkci osmdesátých let je nejvýraznější film Chodník přes Dunaj (1989), nejlepší titul roku 1989.

## 60. léta
V roce 1964 vznikl odbor Televizní filmová tvorba. Zde se natáčely dokumentární, populárně-vědecké a hrané tituly. Patřily pod něj i filmové štáby, Teleexport a reklamní oddělení. Televizní filmová tvorba byla servisním pracovištěm pro celou televizi.
Na konci 60. let v Televizní filmové tvorbě debutoval i Miloslav Luther, filmem "Opojení" (1969), o insitní řezbářce z Děvína.

## 70. léta
Na přelomu 60. a 70. let dalším osobitým znakem televizní filmové tvorby byl programový příklon k adaptacím literárních předloh starších domácích autorů (ale i zahraničních, zejména ruských). Požadavek na zvýšení produkce, s příklonem k domácím autorům, však měl aspoň jeden pozitivní rys. Šlo v první řadě o spolupráci nastupující generace scenáristů, kombinovanou s aktivní účastí zkušeného režiséra (Peter Jaroš - Štefan Uher), dále o spojení zkušeného libretisty se začínajícím filmovým režisérem (Emil Kočiš - Dušan Trančík, Alfonz Bednár - Miloslav Luther "Ráno pod měsícem (1980)".

## 80. léta
Kinematografie u nás stále více získávala podobu průmyslu. Důležité byly žánry, schopnost dobře natočit jak pohádku, tak komedii či detektivku, nešlo o sebevyjádření. Obecně se důraz kladl na konvenci, mladí režiséři a scenáristé neměli zájem o hledání nových cest, ale spíše o používání již známých a ověřených postupů, šlo jim o profesi, ne o umění. V sedmdesátých letech ještě dominoval Dušan Trančík, na konci osmdesátých let byl určující postavou Miloslav Luther. Autor vícedílných televizních filmových projektů, vypravěč, profesionál v dobrém slova smyslu, který inklinuje k inscenování zajímavých příběhů.

## FILM: Chodník přes Dunaj
Podle námětu Vladimíra Körnera vznikl film, o útěku dvou mladých mužů ze Slovenska do Maďarska, na přelomu let 1939 a 1940. Slovák Viktor (Roman Luknár) a český žid Ticháček (Vladimír Hajdu) utíkají před gestapem nejprve proto, že zdrželi německou vojenskou poštovní zásilku, pak proto, že v sebeobraně zabili tajného policistu. V tomto žánrovém klíči se plně odkryl Lutherův talent. Pro kvalitu filmu je však rozhodující, že autoři využívají emocionální sílu a napětí dramatické záchrany vlastního života, aniž by se vzdali ucelené filosofie lidské existence. V Chodníku přes Dunaj je hodně akce, napínavých situací, kdy jde oběma hlavním hrdinům o život, ale podstatný je téměř shakespearovsky tragický, resp. baladický obraz šílené doby. Nic není definitivní, všechno se může zvrátit. A je zřejmé, že nejde jen o dobu, když se fašističtí fanatici pokusili dobýt svět, přestože se příběh odehrává právě v období všudypřítomného strachu, teroru a udavačství. Pro Lutherovu poetiku v Chodníku přes Dunaj je příznačné, že každá epizoda má své hrdiny, kteří jsou na jejím konci oběťmi, a opačně oběti, které se stávají hrdiny. Klíč není mechanický, o všem rozhoduje náhoda, neexistuje spravedlnost, která by dobré odměňovala a špatné trestala. Naopak, komu se nedaří - má podmínky ještě těžší, a úspěšnému - se daří ještě lépe. Ale ne vždy, někdy, jakoby zcela svévolně a náhodně, mohou i hrdinové být hrdiny a oběti oběťmi. Film vděčí za mnohé i oběma výrazným ústředním postavám. U Viktora (Roman Luknár) dominuje bezstarostná lehkomyslnost, která s sebou téměř automaticky přináší utrpení a bolest pro jiné; u Ticháčka (Vladimír Hajdu) zase úzkostlivá opatrnost, která jakoby zcela ztratila vědomí vlastní hrdosti a ceny. Jejich základní protikladný postoj dovoluje, aby každá situace zároveň obsáhlá dva odlišné výklady. Je důležité i to, že situace se neinscenují jako výlučně dramatické, či jen harmonické, ale často se jedno setkává s druhým, koexistují vedle sebe. Nejprve se příznačně pečlivě komponují atmosféry pohody či klidu, které jsou v závěru zničeny, rozbité příchodem násilí a smrti. Podmínkou soudržnosti mnohoznačného obrazu více epizod je na jedné straně všudypřítomná otázka, zda se oba muži zachrání, či ne, na druhé straně Lutherova stylizace, směřující všechny elementy díla k tlumenému výrazu, k potlačování jakýchkoliv výrazných extrémních poloh. Tak je to ve smyslu barevnosti stylizace kamery (kameraman Vladimír Hollós), nebo v tendenci k neoromantizmu v hudbě Jiřího Bulise.

## FILM: Štek
Smutná komedie o neúspěšném herci provinčního divadla, který dostane roli hlavní postavy ve hře ambiciózního autora. Netvůrčí povaha, pokrytecké ovzduší divadla a nespokojenost v soukromém životě ho však přinutí opustit jeviště uprostřed premiéry.

## FILM: Anděl milosrdenství
Anděl milosrdenství vznikl na motivy předlohy Vladimíra Körnera, jehož prózy vícekrát zfilmoval i František Vláčil. V osudově tragickém příběhu ženy majora rakousko-uherské armády je napětí i poznání složitosti lidské psychiky. Hrdinka se rozhodne odčinit všechny viny svého krutého manžela, kterého zavraždila jeho oběť. Nastoupí do vojenské nemocnice jako zdravotní sestra. V drásavém ději se prudce střídají okamžiky radosti a smrtelné beznaděje, štěstí a nicoty. Luther natočil vynikající obraz neuchopitelnosti lidského osudu. Spolu se scenáristy, Vladimírem Körnerem a Mariánem Puobišem, k úspěchu díla významně přispěl i kameraman Vladimír Hollós. Přestože jde o barevný film, pracoval v černobílé škále, což zdůrazňuje vyhrocenost situace, extrémy emocí i postojů.

## FILM: Zapomeňte na Mozarta
Detektivní film, ve kterém se hledá vina umělcova okolí na jeho předčasné smrti. Mozartovo náhlé úmrtí provokovalo odjakživa různé umělce, spisovatele, dramatiky. Luther nám ve filmu přibližuje Mozartovu nezkrotnou, vášnivou povahu, samolibost, rozhazovačnost. V centru pozornosti nestojí Mozart jako umělec, ale jako člověk, se všemi klady a zápory.

## FILM: Útěk do Budína
Scénář filmu, na kterém Luther spolupracoval s Mariánem Puobišem a Martin Porubjakem, volně vychází ze stejnojmenné novely Vladislava Vančury. Odehrává se v nejisté atmosféře rozkolísaných hodnot a nového politického uspořádání, po rozpadu Rakousko-uherské monarchie. Hlavním motivem je milostné vzplanutí, osudová vášeň i úskalí manželství Češky Jany a Slováka Tomáše. Doplňuje ho množství dějových odboček a dobových souvislostí. Před diváky se tak vynořuje bohatá rodinná freska, na pozadí dramatických změn poválečné střední Evropy

## FILM: Mahulena
Příběh přátelství a lásky, zrady a nenávisti, prolínání pohádky s dobrodružným příběhem, kde se setkává dobro i zlo. Pojednává o putování mladého prince a jeho věrného sluhy Jana (Ady Hajdu), do země chamtivého skřítka Zlatovlada. Při překonávání všech nástrah jim pomáhá zázračná koruna, kterou svěřil do rukou mladého sluhy Jana princův umírající otec, král. Pohádka vznikla na motivy pohádek bratří Grimmů.

## Ocenění
- 1994 Cena za nejlepší televizní program roku v Evropě, Berlín (Anděl milosrdenství)
- 1994 Cena kritiky za nejlepší televizní film, MTF Šanghaj (Anděl milosrdenství)
- 1990 Cena Červeného kříže vydávaná Monakem 30. MTF Monte Carlo '90 - zvláštní cena monackého prince (Prix de la Croix Rouge vydávaná Monakem) udělena filmu bojujícímu za mír, myšlenky humanismu, tolerance a snášenlivosti (Stezka přes Dunaj )
- 1985 Zlatá plaketa za scénář - MFF Chicago 1985 (Zapomeňte na Mozarta)
- 1984 Cena mezinárodní poroty v soutěži prvních děl tvůrců všech světadílů - 24. MFF Karlovy Vary (Král droždí brada)
- 1976 Hlavní cena a Cena za režii na MTF v Monte Carlu (Mário a kouzelník)
- 2023 Výroční cena Asociace českých filmových klubů na 49. ročníku Letní filmové školy v Uherském Hradišti[2]

## Filmografie
- 1983: Život bez konce (TV seriál)
- 1983:	Lékař umírajícího času (TV seriál)
- 1984: Král Drozdia brada
- 1985: Zapomeňte na Mozarta
- 1986: Mahuliena
- 1988: Štěk
- 1989: Chodník přes Dunaj
- 1990: Svědek umírajícího času
- 1991: Zkus mě obejmout
- 1993: Anděl milosrdenství
- 1996: Konec velkých prázdnin (TV seriál)
- 2002: Útěk do Budína
- 2009: Tango s komáry
- 2014: Krok do tmy
- 2024: Spiaci účet